# Vale of Glamorgan (circonscription du Parlement britannique)
Pour l’article homonyme, voir Vale of Glamorgan.
Ne doit pas être confondu avec Vale of Glamorgan (circonscription galloise).
Circonscription parlementaire de la 

Chambre des communes
Vale of Glamorgan est une circonscription électorale britannique située au pays de Galles. Cette circonscription, créée en 1983, est depuis 2024 représentée à la Chambre des communes du Parlement par Kanishka Narayan, du Parti travailliste.

## Députés
| Élection | Élection | Membre            | Parti        | Portrait |
| -------- | -------- | ----------------- | ------------ | -------- |
|          | 1983     | Sir Raymond Gower | Conservateur |          |
|          | 1989     | John Smith        | Labour       |          |
|          | 1992     | Walter Sweeney    | Conservateur |          |
|          | 1997     | John Smith        | Labour       |          |
|          | 2010     | Alun Cairns       | Conservateur |          |
|          | 2024     | Kanishka Narayan  | Travailliste |          |

## Élections

### Élections dans les années 2010
| Élections générales de 2017: Vale of Glamorgan |                    |                       |        |      |       |
| Parti                                          | Parti              | Candidat              | Votes  | %    | ±     |
|                                                | Conservateur       | Alun Cairns           | 25,501 | 47.5 | +1.5  |
|                                                | Labour             | Camilla Beaven        | 23,311 | 43.4 | +10.8 |
|                                                | Plaid Cymru        | Ian Johnson           | 2,295  | 4.3  | −1.3  |
|                                                | Libéral Démocrates | Jennifer Geroni       | 1,020  | 1.9  | −0.7  |
|                                                | UKIP               | Melanie Hunter-Clarke | 868    | 1.8  | -8.1  |
|                                                | Green              | Stephen Davis-Barker  | 419    | 0.8  | −1.3  |
|                                                | Women's Equality   | Sharon Lovell         | 177    | 0.3  | +0.3  |
|                                                | Pirate             | David Elston          | 127    | 0.2  | +0.2  |
| Majorité                                       | Majorité           | Majorité              | 2,190  | 4.1  | -9.3  |
| Participation                                  | Participation      | Participation         | 53,718 | 72.6 | +1.5  |
|                                                | Conservateur hold  | Conservateur hold     | Swing  | -4.6 |       |

| Élections générales de 2015: Vale of Glamorgan, |                    |                   |        |      |       |
| Parti                                           | Parti              | Candidat          | Votes  | %    | ±     |
|                                                 | Conservateur       | Alun Cairns       | 23,607 | 46.0 | +4.2  |
|                                                 | Labour             | Chris Elmore      | 16,727 | 32.6 | −0.3  |
|                                                 | UKIP               | Kevin Mahoney     | 5,489  | 10.7 | +7.6  |
|                                                 | Plaid Cymru        | Ian Johnson       | 2,869  | 5.6  | +0.1  |
|                                                 | Libéral Démocrates | David Morgan      | 1,309  | 2.6  | −12.7 |
|                                                 | Green              | Alan Armstrong    | 1,054  | 2.1  | +1.1  |
|                                                 | CISTA              | Steve Reed        | 238    | 0.5  | +0.5  |
| Majorité                                        | Majorité           | Majorité          | 6,880  | 13.4 | +4.6  |
| Participation                                   | Participation      | Participation     | 51,293 | 71.1 | +1.8  |
|                                                 | Conservateur hold  | Conservateur hold | Swing  | +2.3 |       |

| Élections générales de 2010: Vale of Glamorgan, |                                   |                                   |        |      |      |
| Parti                                           | Parti                             | Candidat                          | Votes  | %    | ±    |
|                                                 | Conservateur                      | Alun Cairns                       | 20,341 | 41.8 | +4.4 |
|                                                 | Labour                            | Alana E. Davies                   | 16,034 | 32.9 | −7.8 |
|                                                 | Libéral Démocrates                | Eluned Parrott                    | 7,403  | 15.2 | +2.0 |
|                                                 | Plaid Cymru                       | Ian Johnson                       | 2,667  | 5.5  | +0.4 |
|                                                 | UKIP                              | Kevin Mahoney                     | 1,529  | 3.1  | +1.4 |
|                                                 | Green                             | Rhodri H. Thomas                  | 457    | 0.9  | +0.9 |
|                                                 | Christian                         | John Harrold                      | 236    | 0.5  | +0.5 |
| Majorité                                        | Majorité                          | Majorité                          | 4,307  | 8.8  | N/A  |
| Participation                                   | Participation                     | Participation                     | 48,667 | 69.3 | +0.7 |
|                                                 | Conservateur vainqueur sur Labour | Conservateur vainqueur sur Labour | Swing  | +6.1 |      |

### Élections dans les années 2000
| Élections générales de 2005: Vale of Glamorgan |                    |                            |        |      |      |
| Parti                                          | Parti              | Candidat                   | Votes  | %    | ±    |
|                                                | Labour             | John William Patrick Smith | 19,481 | 41.2 | −4.2 |
|                                                | Conservateur       | Alun Cairns                | 17,673 | 37.3 | +2.3 |
|                                                | Libéral Démocrates | Mark Hooper                | 6,140  | 13.0 | +0.8 |
|                                                | Plaid Cymru        | Barry Shaw                 | 2,423  | 5.1  | −1.2 |
|                                                | UKIP               | Richard Suchorzewski       | 840    | 1.8  | +0.8 |
|                                                | Libéral            | Karl-James Langford        | 605    | 1.3  | +1.3 |
|                                                | Socialist Labour   | Paul Mules                 | 162    | 0.3  | +0.3 |
| Majorité                                       | Majorité           | Majorité                   | 1,808  | 3.8  | -6.6 |
| Participation                                  | Participation      | Participation              | 47,324 | 68.9 | +2.2 |
|                                                | Labour hold        | Labour hold                | Swing  | −3.3 |      |

| Élections générales de 2001: Vale of Glamorgan |                    |                            |        |      |       |
| Parti                                          | Parti              | Candidat                   | Votes  | %    | ±     |
|                                                | Labour             | John William Patrick Smith | 20,524 | 45.4 | −8.5  |
|                                                | Conservateur       | Susan Inkin                | 15,824 | 35.0 | +0.7  |
|                                                | Libéral Démocrates | Dewi Smith                 | 5,521  | 12.2 | +3.0  |
|                                                | Plaid Cymru        | Chris Franks               | 2,867  | 6.3  | +3.8  |
|                                                | UKIP               | Timothy Warry              | 448    | 1.0  | N/A   |
| Majorité                                       | Majorité           | Majorité                   | 4,700  | 10.4 | -9.1  |
| Participation                                  | Participation      | Participation              | 45,184 | 66.7 | −13.3 |
|                                                | Labour hold        | Labour hold                | Swing  |      |       |

### Élections dans les années 1990
| Élections générales de 1997: Vale of Glamorgan |                                   |                                   |        |      |      |
| Parti                                          | Parti                             | Candidat                          | Votes  | %    | ±    |
|                                                | Labour                            | John William Patrick Smith        | 29,054 | 53.9 | +9.6 |
|                                                | Conservateur                      | Walter Sweeney                    | 18,522 | 34.4 | −9.9 |
|                                                | Libéral Démocrates                | Suzanne Campbell                  | 4,945  | 9.2  | +0.0 |
|                                                | Plaid Cymru                       | Melanie Corp                      | 1,393  | 2.6  | +0.5 |
| Majorité                                       | Majorité                          | Majorité                          | 10,532 | 19.5 | N/A  |
| Participation                                  | Participation                     | Participation                     | 53,914 | 80.0 | −1.9 |
|                                                | Labour vainqueur sur Conservateur | Labour vainqueur sur Conservateur | Swing  | +9.8 |      |

| Élections générales de 1992: Vale of Glamorgan, |                                   |                                   |        |      |       |
| Parti                                           | Parti                             | Candidat                          | Votes  | %    | ±     |
|                                                 | Conservateur                      | Walter Sweeney                    | 24,220 | 44.3 | −2.4  |
|                                                 | Labour                            | John William Patrick Smith        | 24,201 | 44.3 | +9.6  |
|                                                 | Libéral Démocrates                | David Keith Davies                | 5,045  | 9.2  | −7.4  |
|                                                 | Plaid Cymru                       | David Haswell                     | 1,160  | 2.1  | +0.3  |
| Majorité                                        | Majorité                          | Majorité                          | 19     | 0.0  | −12.0 |
| Participation                                   | Participation                     | Participation                     | 54,626 | 81.9 | +2.6  |
|                                                 | Conservateur vainqueur sur Labour | Conservateur vainqueur sur Labour | Swing  |      |       |

### Élections dans les années 1980
| Élection partielle de 1989: Vale of Glamorgan, |                                   |                                   |        |       |       |
| Parti                                          | Parti                             | Candidat                          | Votes  | %     | ±     |
|                                                | Labour                            | John William Patrick Smith        | 23,342 | 48.9  | +14.2 |
|                                                | Conservateur                      | Rod Richards                      | 17,314 | 36.3  | −10.5 |
|                                                | Social and Liberal Democrats      | Frank Leavers                     | 2,017  | 4.2   | −12.5 |
|                                                | Plaid Cymru                       | John Dixon                        | 1,672  | 3.5   | +1.7  |
|                                                | Social Democratic                 | David Keith Davies                | 1,098  | 2.3   | N/A   |
|                                                | Green                             | Marilyn Wakefield                 | 971    | 2.0   | N/A   |
|                                                | Protect the Health Service        | Christopher Tiarks                | 847    | 1.8   | N/A   |
|                                                | Monster Raving Loony              | Screaming Lord Sutch              | 266    | 0.5   | N/A   |
|                                                | Independent Welsh Socialist       | Eric Roberts                      | 148    | 0.3   | N/A   |
|                                                | Corrective Party                  | Lindi St Clair                    | 39     | 0.1   | N/A   |
|                                                | Christian Alliance                | David Black                       | 32     | 0.1   | N/A   |
| Majorité                                       | Majorité                          | Majorité                          | 6,028  | 12.6  | N/A   |
| Participation                                  | Participation                     | Participation                     | 47,746 | 70.7  | N/A   |
|                                                | Labour vainqueur sur Conservateur | Labour vainqueur sur Conservateur | Swing  | −12.4 |       |

| Élections générales de 1987: Vale of Glamorgan |                   |                            |        |      |       |
| Parti                                          | Parti             | Candidat                   | Votes  | %    | ±     |
|                                                | Conservateur      | Raymond Gower              | 24,229 | 46.8 | −1.2  |
|                                                | Labour            | John William Patrick Smith | 17,978 | 34.7 | +8.9  |
|                                                | Social Democratic | David Keith Davies         | 8,633  | 16.7 | −7.2  |
|                                                | Plaid Cymru       | Penri Williams             | 946    | 1.8  | −0.5  |
| Majorité                                       | Majorité          | Majorité                   | 6,251  | 12.1 | -10.1 |
| Participation                                  | Participation     | Participation              | 51,786 | 79.3 | +5.1  |
|                                                | Conservateur hold | Conservateur hold          | Swing  | −5.1 |       |

| Élections générales de 1983: Vale of Glamorgan |                                        |               |        |      |     |
| Parti                                          | Parti                                  | Candidat      | Votes  | %    | ±   |
|                                                | Conservateur                           | Raymond Gower | 22,241 | 48.0 | N/A |
|                                                | Labour                                 | Michael Sharp | 12,028 | 25.8 | N/A |
|                                                | Social Democratic                      | William Evans | 11,154 | 23.9 | N/A |
|                                                | Plaid Cymru                            | John Dixon    | 1,068  | 2.3  | N/A |
| Majorité                                       | Majorité                               | Majorité      | 10,393 | 22.2 | N/A |
| Participation                                  | Participation                          | Participation | 46,671 | 74.2 | N/A |
|                                                | Conservateur Vainqueur (nouveau siège) |               |        |      |     |